# NGC 298
NGC 298 è una galassia a spirale situata nella costellazione della Balena.

## Descrizione
La galassia ha una classe di luminosità III-IV e presenta una larga riga a 21 cm dell'idrogeno neutro.

## Scoperta
NGC 298 è stata scoperta il 27 settembre 1864 dall'astronomo tedesco Albert Marth.

## Supernova
Il 1 settembre 1986, all'interno di NGC 298 è stata scoperta da parte dell'astronomo svizzero Thomas Schildknecht dell'Università di Berna, la supernova SN 1986K, classificata di tipo II.

## Gruppo di NGC 337
NGC 298 fa parte del gruppo di NGC 337, che comprende almeno altre tre galassie:  NGC 274, NGC 275 e NGC 337.